# Hospitalsbørn
Hospitalsbørn er en dansk dokumentarfilm fra 2007, der er instrueret af Lars Bo Kimergård.

## Handling
Denne film går tæt på fire voksne menneskers erindringer om at have været 'hospitalsbarn'. Else, Stine, Morten og Renate fortæller om indlæggelserne og de følelsesmæssige aspekter af oplevelserne. I erindringen mødes sorgen, følelsen af at blive ladt alene og rædslen for den hvide kittel hos den lille patient med barnets overlevelsesinstinkt, livskraft og tapperhed og bliver, i et enkelt og usminket filmsprog, til stærk indsigt i dramatiske og smertefulde øjeblikke, der havde afgørende betydning for de fire menneskers videre liv. Instruktøren er selv 'hospitalsbarn', men begyndte først som 40-årig at reflektere over hvilken betydning, det havde haft på udviklingen af hans personlighed.